# Megola

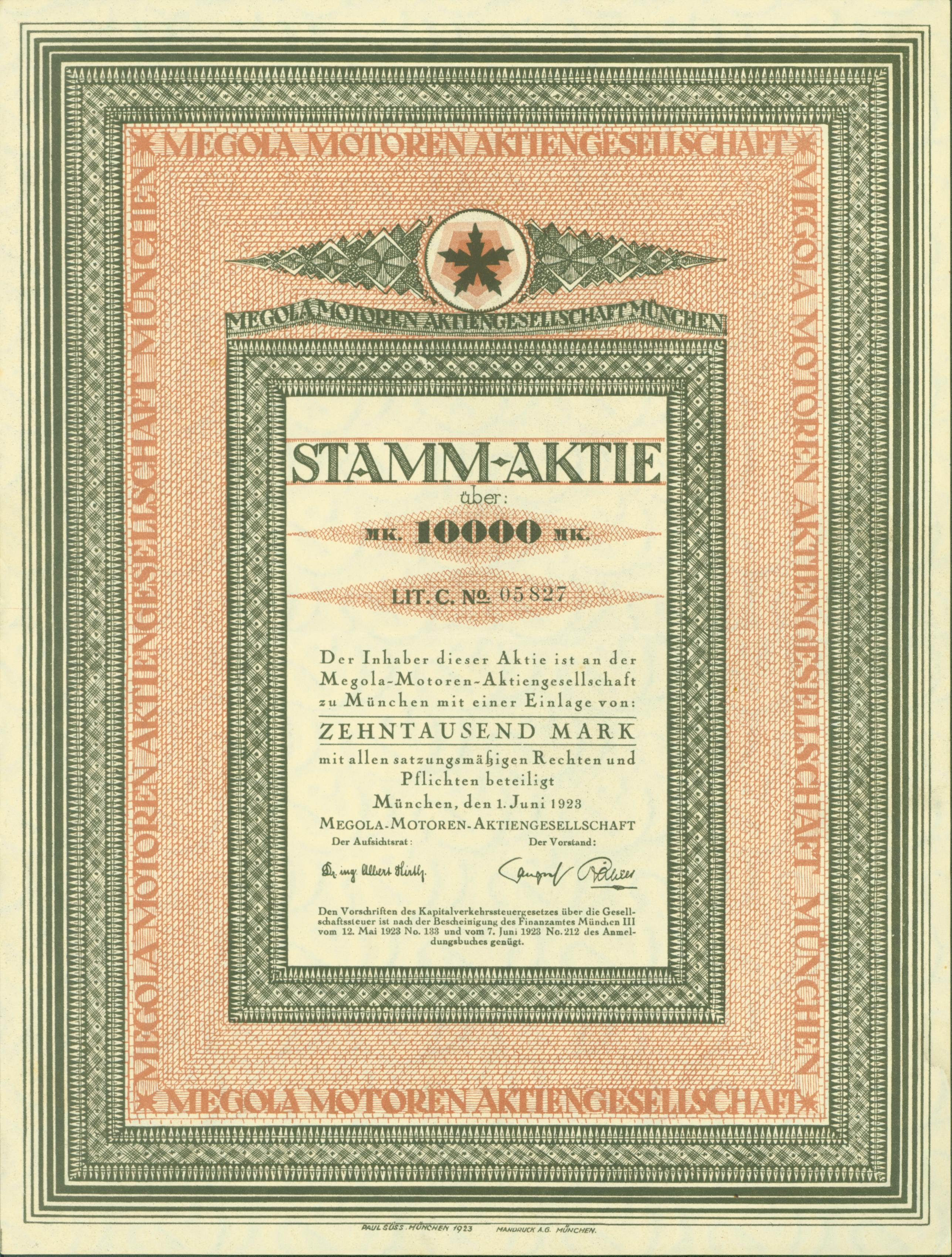
Aktie über 10000 Mark der Megola Motoren AG vom 1. Juni 1923

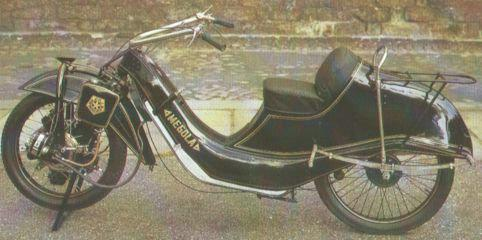
Megola Tourenmodell

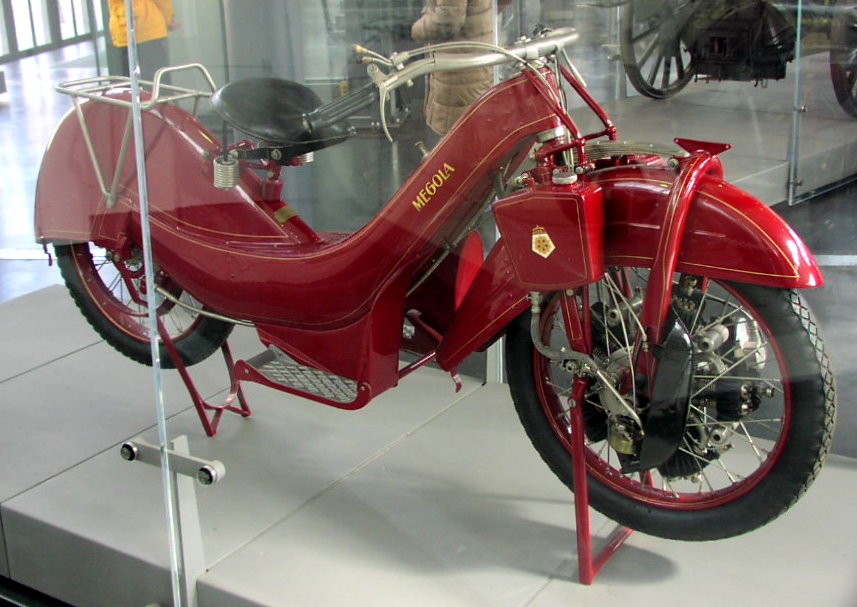
Megola Sportmodell

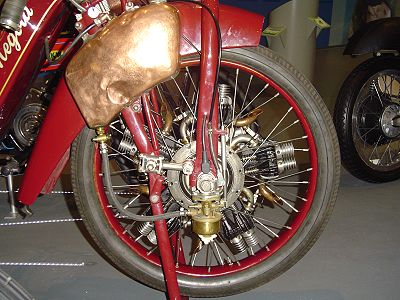
Megola-Motor

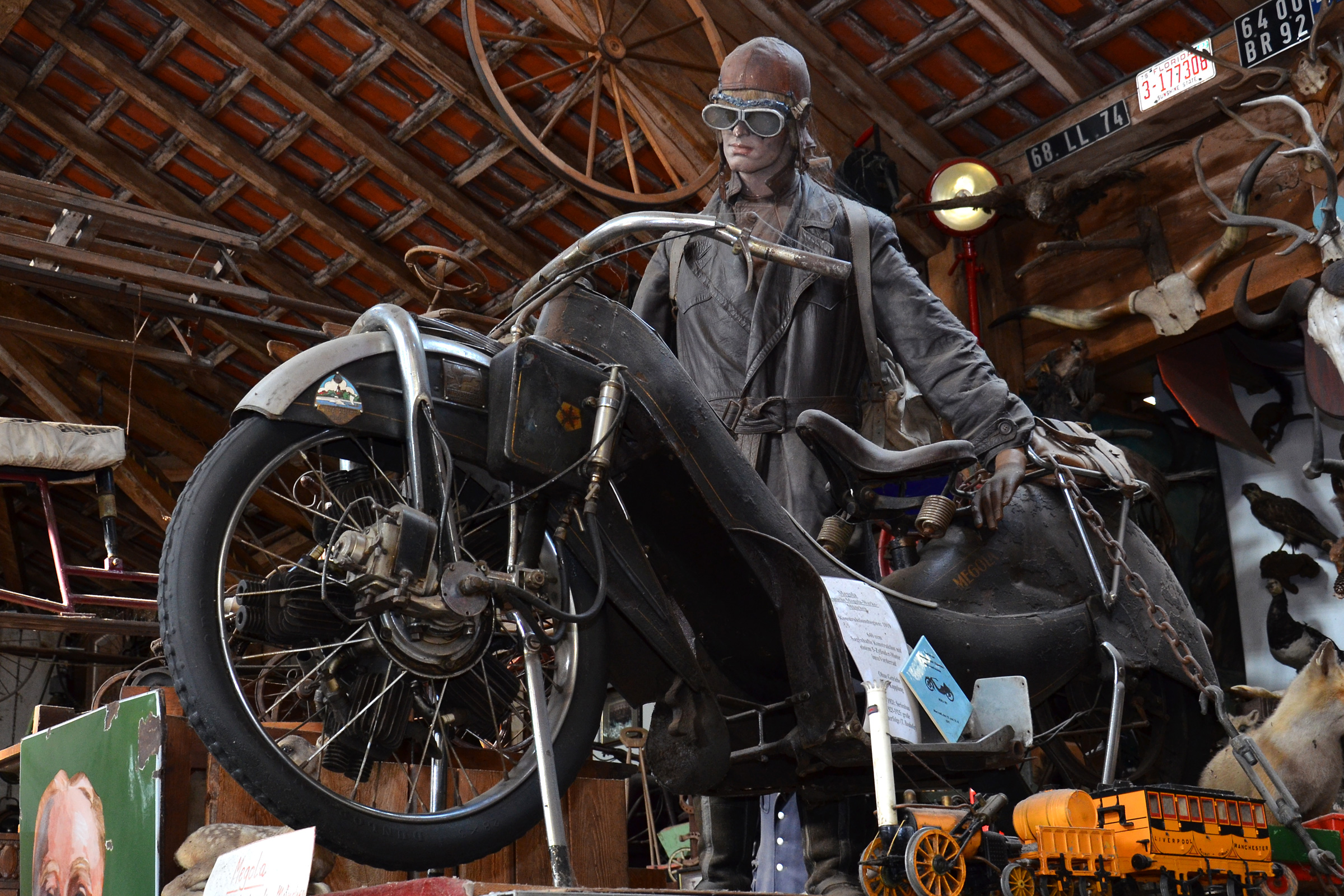
Megola im Fahrzeugmuseum Marxzell

Die Megola war ein deutsches Motorrad aus den 1920er-Jahren mit einem Fünfzylinder-Umlaufmotor im Vorderrad. Zwischen etwa 1921 und 1925 wurden ca. 2000 Stück hergestellt.

## Geschichte
Zur Produktion der Megola wurde eigens die Deutsche Megola-Werke GmbH in München gegründet. Der Name Megola entstand aus den Nachnamen der Geldgeber und Konstrukteure: Hans Meixner, Fritz Gockerell (hier mit G geschrieben) und Otto Landgraf.
Im April 1923 entstand dann die Megola Motoren-AG (ebenfalls mit Sitz in München, Grünwalder Straße 154), ihre Gründer waren Eduard von Bolin (Gernsbach), Eugen Ludwig Müller (München), Otto Landgraf (München), Albert Hirth (Nonnenhorn) und das in Zürich ansässige Unternehmen Megola SA. Das Aktienkapital stieg in der Hochinflation von ursprünglich 50 Millionen Mark auf 500 Millionen Mark und wurde nach der Währungsreform 1924 auf 100.000 Reichsmark umgestellt. Alleiniger Vorstand des Unternehmens war Otto Landgraf, im Aufsichtsrat saßen unter anderen die Schweinfurter Unternehmer Georg Schäfer und Hermann Barthel.

## Technik
Der Motor wurde als Dreizylinder-Gegen-Umlaufmotor von Fritz Cockerell bei den Rapp-Motorenwerken in München konstruiert, erst als Zweitakter, dann 1919 als Viertakter mit Namen Pax. Beim Gegenumlaufmotor drehen sich das Gehäuse und die Kurbelwelle gegensinnig, beim einfachen Umlaufmotor steht die Kurbelwelle fest.
Die Rapp-Motorenwerke wurden 1916 mit den Bayerischen Flugzeugwerken zu BMW vereinigt. 1920 wurde daraus ein Fünfzylindermotor, der kurze Zeit später im Prototyp der Megola vom Hinterrad ins Vorderrad wechselte. Im Hinterrad drehte sich der Motor noch entgegen der Drehrichtung des Rades und die Kurbelwelle zusammen mit dem Rad. Das dazwischen sitzende Planetengetriebe sorgte dafür, dass die Kraft auch zum Vortrieb genutzt werden konnte. Beim späteren Serienmodell waren das Motorgehäuse und die Zylinder fest mit dem Rad verbunden, die Kurbelwelle wirkte über ein Planetengetriebe mit feststehendem Planetenträger und einer Übersetzung von 1:6 auf das Kurbelgehäuse. Die Kurbelwelle lief also rückwärts mit fünffacher Raddrehzahl. Zwischen den Speichen des Vorderrades ragten auch Teile des Motors heraus. Der Motor hatte nach Angaben des Herstellers 640 cm³ Hubraum (Bohrung: 52 mm; Hub: 60 mm) und leistete maximal bei 2500/min 6,5 PS (4,8 kW), 7,5 PS (5,5 kW) bei 3000/min und 9,5 PS (7 kW) bei 3600/min.
Das Chassis der Megola war ebenso unkonventionell und bestand aus selbsttragenden, geschwungenen und vernieteten Stahlblechen. Der Fahrer saß auf einem bequemen „Sessel“ mit Rückenlehne oder – bei den Sportversionen – auf einem normalen Motorradsattel seiner Zeit. Rund 2000 Maschinen wurden als Touren- und Sportmodell gebaut. Das Tourenmodell hatte eine Hinterradfederung mit Blattfedern.
Weniger bequem ist die Megola allerdings im Stadtverkehr: Sie hat weder Schaltgetriebe noch Kupplung, also muss die Megola nach jedem Halt angeschoben oder aufgebockt und das Vorderrad „angetreten“ werden. Auf der Rennstrecke war die Megola aber in ihrem Element: Toni Bauhofer verwies 1924 die BMW-Werksmannschaft auf die Plätze und gewann auf der Megola den Titel in der Klasse über 500 cm³ der erstmals ausgetragenen Deutschen Motorrad-Straßenmeisterschaft.

## Technik-Zeitgeschichte
Die 1920er Jahre waren in Deutschland in der Folge des verlorenen Kriegs und des Verbotes des Flugzeugbaus eine gerade auch in der Technik bemerkenswert experimentelle Zeit, weil die ansonsten beschäftigungslosen, innovativen vormaligen Flugzeug-Konstrukteure andere, jedoch naheliegende Betätigungsfelder wie den Automobil- und Motorradbau suchten. Erstmals kamen hiermit auch aerodynamisch beeinflusste Konzepte im Fahrzeugbau auf. In jener Zeit gab es daher enorm viele kreative Konzepte in diesen Technikfeldern.
In den gleichen Zusammenhängen Münchner Motorenfertigung entstand auch kurz nach der Megola ein anderes ungewöhnliches Motorrad-Konzept, das im Unterschied zur Megola jedoch bis heute Bestand hat: der längsliegende Zweizylinder-Boxermotor der BMW-Motorräder (Kurbelwellen-Achse).
1998 nahm das Solomon R. Guggenheim Museum die Megola in die temporäre Ausstellung „the art of the motorcycle“ auf.  Ein Foto des Megola-Vorderrad-Motors zierte auch das Titelbild des umfangreichen und aufwendig produzierten Ausstellungskatalogs.